# Koninkrijk Wu
Het koninkrijk Wu (吳, ook wel Sun Wu of Oostelijk Wu) was een van de Drie Koninkrijken van China in de periode 222-280. Het rijk lag ten zuiden van de Jangtsekiang, met de hoofdstad Jianye (tegenwoordig Nanking). In 222 werd Wu door keizer Cao Pi van het koninkrijk Wei erkend als rijk, maar de heer van Wu, Sun Quan, liet zich pas in 229 tot keizer kronen.

## Ontstaan

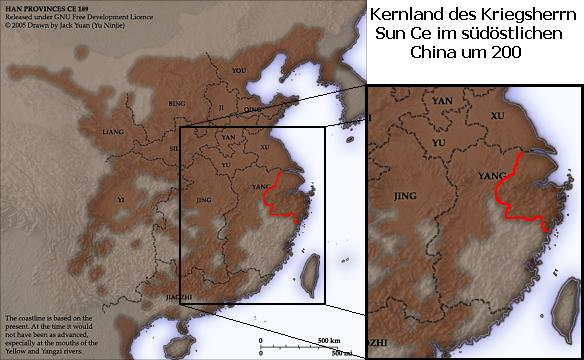
Kerngebied van Wu in 200

Het rijk ontstond in het territorium van de voormalige 'Lente & Herfst'-staat Wu, ten zuiden van de monding van de Jangtsekiang.
Sun Ce, een afstammeling van de heersers van die staat, besloot samen met zijn vriend Zhou Yu het land waar zijn voorouders vandaan kwamen als basis te gebruiken voor het rijk dat hij wilde stichten. Hij was succesvol en vond veel strijders en wijzen die hem wilden helpen, zoals Lu Meng, Zhang Zhao en Taishi Ci.
Toen Sun Ce in 200 overleed, werd hij opgevolgd door zijn broer Sun Quan. Deze veroverde grote delen van zuidelijk China, en weerstond in 208 samen met Liu Bei het leger van Cao Cao, zijn rivaal, in de Slag bij de Rode Muur. Vlak na hun gezamenlijke overwinning ontstaat er ruzie tussen de bondgenoten over de provincie Jing, die verzwakt achtergebleven was na de vlucht van Cao Cao. Uiteindelijk kwam men overeen dat Liu Bei de provincie zo lang mocht 'lenen' van Wu, en terug zou geven zodra zijn leger de provincie Yi zou hebben veroverd. Sun Quan leverde in 209 de Slag om Hefei met Cao Cao's generaal Zhang Liao, maar het veel kleinere Wei-leger wist de aanvallers te weerstaan.
Als Cao Pi in 220 Han-keizer Xian afzet en zichzelf keizer van Wei verklaart, reageert Liu Bei daarop met het uitroepen van de Shu-Han-dynastie. Sun Quan deed dit echter niet; hij had geen goede claim op de Han-troon. Pas in 229 verklaart hij zichzelf keizer en richt de Wu-dynastie op.

## Geschiedenis van Wu
In 222 werd Wu aangevallen door Liu Bei van Shu, omdat de Wu-generaal Lu Meng Guan Yu had gedood. Daarop besloot Sun Quan een verbond te sluiten met Wei. Diens keizer, Cao Pi, promoveerde Sun Quan van markies tot Koning van Wu. Dit wordt soms gezien als het begin van het koninkrijk Wu.
De Wu-strateeg Lu Xun wist het Shu-leger te verslaan in de Slag bij Yiling. Het Wu-koninkrijk sloot daarna afwisselend met Shu en Wei verbonden, en bleef stabiel.

### De vier keizers van de Wu-dynastie
- Sun Quan besloot in 229 om zichzelf uit te roepen tot keizer van Wu. Hij regeerde zeer wijs zodat zijn rijk stabiel bleef tot hij stierf.
- Na de dood van Sun Quan in 252 volgde zijn jongste zoon Sun Liang hem op. Later werd Sun Chen de belangrijkste adviseur van de keizer, en verwierf de eigenlijke macht. Sun Liang probeerde met hem af te rekenen, maar Sun Chen ontdekte zijn plan en dwong hem tot aftreden.
- Sun Quans zesde zoon Sun Xiu werd de derde Wu-keizer. Deze keizer slaagde erin Sun Chen gevangen te nemen en liet hem terechtstellen. Maar toen hij in 263 hoorde dat Wei zijn bondgenoot Shu had verslagen, en dat vervolgens de Wei-dynastie over was gegaan op de Jin-dynastie, werd Sun Xiu ziek en stierf.
- Uiteindelijk was het de wrede Sun Hao, een kleinzoon van Sun Quan, die de troon besteeg. Door zijn tirannieke bewind verloor hij de steun van zijn onderdanen.

### Val van Wu
Wu had in 265 een enorme vijand tegenover zich: Jin, en diens keizer Sima Yan wilde ook het Wu-rijk onderwerpen. In 279 begon het Jin-leger een veldtocht tegen het zuiden. De inwoners steunden de wrede keizer Sun Hao niet, en het Wu-rijk stortte in 280 ineen, zodat het Jin-rijk heel China herenigde.